# Ève Péclet
Pour les articles homonymes, voir Péclet.
Ève Péclet (née le 3 décembre 1988) est une avocate, activiste communautaire et femme politique canadienne. Elle a représenté la circonscription de La Pointe-de-l'Île, située dans l'est de l'île de Montréal, à la Chambre des communes du Canada sous la bannière du Nouveau Parti démocratique de 2011 à 2015.

## Biographie

### Formation et profession
Ève Péclet est diplômée en Droit de l’Université de Montréal. Durant ses études, elle a été vice-présidente du comité des débats de la faculté de droit et finaliste à la coupe Gale, le concours canadien de plaidoiries en droit pénal. Son engagement communautaire a pris diverses formes. Elle a donné des cours bénévolement aux jeunes décrocheurs, a été militante dans le mouvement étudiant et a été présidente du comité Amnistie Internationale de la Faculté de droit. Elle a aussi été finaliste au prix d’excellence Desjardins/Chambre de commerce de Montréal (2006) pour son engagement social. 
Elle a travaillé pour une compagnie d’assurances et plusieurs entreprises exerçant leurs activités dans différents secteurs. 
Ève Péclet est aussi connue pour son passage à la téléréalité Un souper presque parfait diffusée à V Télé en février 2011.
Elle est élue députée de La Pointe-de-l'Île lors de l'élection fédérale canadienne de 2011 lors de la « vague orange ». Après sa défaite lors de l'élection de 2015, elle reprend ses études de droit. Elle passe le concours du Barreau du Québec en 2018 et est assermentée la même année. Elle est alors engagée par la Commission des droits de la personne et des droits de la jeunesse puis, en avril 2019, en tant qu'avocate en litige au cabinet « Le Palier juridique », se spécialisant en droit civil, familial et criminel.

### Carrière politique
Mme Péclet a été élue députée de La Pointe-de-l'Île lors de l'élection fédérale canadienne de 2011, l'emportant par 7 555 voix sur sa plus proche rivale, Ginette Beaudry du Bloc québécois. Candidate à sa succession lors de l'élection fédérale canadienne de 2015, elle obtient 14 698 voix (26,68 %) et termine troisième, devancée par la candidate libérale (15 740 voix et 28,57 %) et Mario Beaulieu (18 535 voix et 33,64 %), président du Bloc québécois. 
Après sa défaite, elle continue de s'impliquer au sein du NPD et est élue coprésidente de la section du NPD au Québec .
Le 28 août 2019, Radio-Canada annonce qu'elle sera à nouveau candidate dans La-Pointe-de-l'Île pour le Nouveau Parti démocratique aux élections fédérales du 21 octobre, elle est cependant à nouveau battue par Mario Beaulieu et termine troisième, avec 11 % des suffrages.
Elle se présente à nouveau aux élections fédérales de 2021 mais cette fois dans Outremont, circonscription où elle a commencé son militantisme au NPD et où elle réside de nouveau. Si elle obtient un score plus élevé, elle termine deuxième avec 23,5 % derrière la sortante Rachel Bendayan. 

#### Responsabilités
Le 19 avril 2012, elle a été nommée porte-parole adjointe de l’opposition officielle en matière d’affaires étrangères. Mme Péclet était auparavant membre du Sous-comité des droits internationaux de la personne et du Comité du commerce international de la Chambre des communes. Du 3 au 9 décembre 2011, elle était en Europe dans le cadre d’une délégation du Comité du commerce international, en marge des discussions sur l’Accord économique et commercial global Canada-Union européenne. La députée néo-démocrate a aussi participé à une mission internationale de surveillance des élections parlementaires du 28 octobre 2012, en Ukraine. Dans ses fonctions, elle a aussi été présente à une série de rencontres avec l’Organisation des États américains.
À la suite du remaniement du cabinet fantôme en août 2013, Mme Péclet reçoit un nouveau mandat et devient porte-parole adjointe à la Justice.
De mai 2014 à la fin de son mandat de députée, Ève Péclet a présidé le Caucus fédéral des jeunes néo-démocrates.

#### Projet de loi C-584
Ève Péclet a présenté à la Chambre des communes, en mars 2014, un projet de loi privé intitulé Loi sur la responsabilité sociale d’entreprise des sociétés extractives à l'étranger. Elle y proposait la création d’un poste d’ombudsman qui veillerait au respect des droits des travailleurs, de l’environnement et des droits de la personne, par les entreprises canadiennes œuvrant à l’étranger dans le secteur de l’extraction des ressources naturelles. Appuyé par les libéraux, ce projet de loi a été rejeté en deuxième lecture par la majorité conservatrice en octobre 2014.

### Résultats électoraux
|       | Candidat              | Parti                | # de voix | % des voix |
|       | Guy Morrissette       | Conservateur         | +04 398,  | 7,98 %     |
|       | Mario Beaulieu        | Bloc québécois       | +18 535,  | 33,64 %    |
|       | Marie-Chantale Simard | Libéral              | +15 740,  | 28,57 %    |
|       | (sortante) Ève Péclet | NPD                  | +14 698,  | 26,68 %    |
|       | David Cox             | Vert                 | +01 124,  | 2,04 %     |
|       | Ben 97 Benoit         | Rhinocéros           | +00360,   | 0,65 %     |
|       | Geneviève Royer       | Marxiste-léniniste   | +00104,   | 0,19 %     |
|       | Jean-François Larose  | Forces et Démocratie | +00134,   | 0,24 %     |
| Total | Total                 | Total                | 55 093    | 100 %      |

|       | Candidat            | Parti              | # de voix | % des voix |
|       | Mathieu Drolet      | Conservateur       | +03 661,  | 7,69 %     |
|       | Ginette Beaudry     | Bloc québécois     | +15 466,  | 32,48 %    |
|       | Olivier L. Coulombe | Libéral            | +04 373,  | 9,18 %     |
|       | Ève Péclet          | NPD                | +23 001,  | 48,31 %    |
|       | David J. Cox        | Vert               | +00898,   | 1,89 %     |
|       | Claude Brunelle     | Marxiste-léniniste | +00215,   | 0,45 %     |
| Total | Total               | Total              | 47 614    | 100 %      |